# Mũi Kamenjak
Mũi Kamenjak là đỉnh phía Nam của bán đảo Istria. Từ năm 1997, nó là một vùng bảo tồn thiên nhiên.
Nằm về phía bắc của khu vực này là làng Premantura, là làng ở cực nam của Istria.

## Cây cối và thú vật
Hiện thời khoảng 580 loại cây đã được ghi nhận ở đây. Ngoài xô thơm mà hay thường thấy ở vùng này, còn có nhiều loại hoa lan. Tổng cộng 37 loài cây được bảo vệ ở đây.
Có khoảng gần 200 loại chim sống và làm tổ ở đây. Ngoài ra thỉnh thoảng người ta có thể thấy monachus Địa Trung Hải.

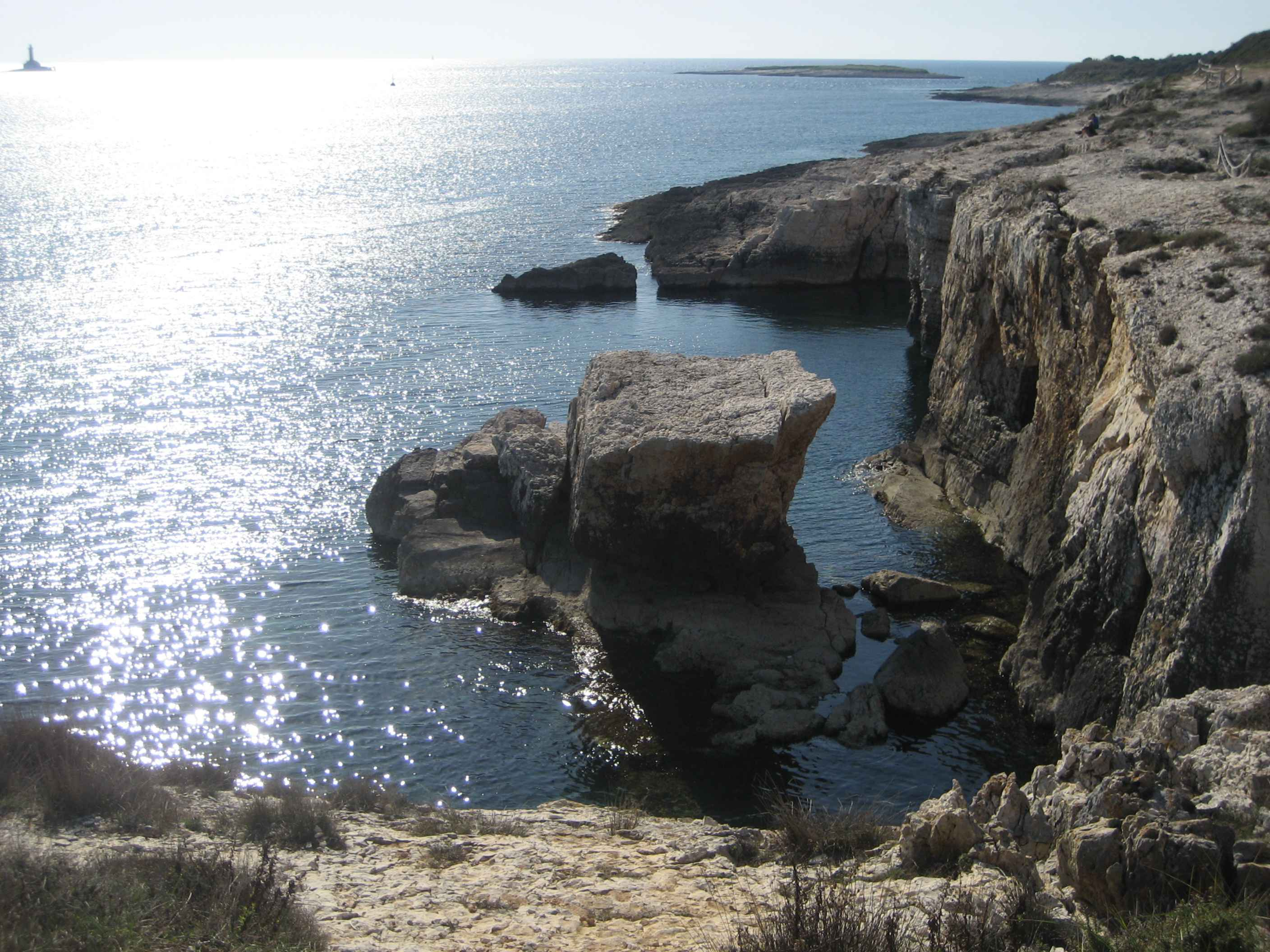
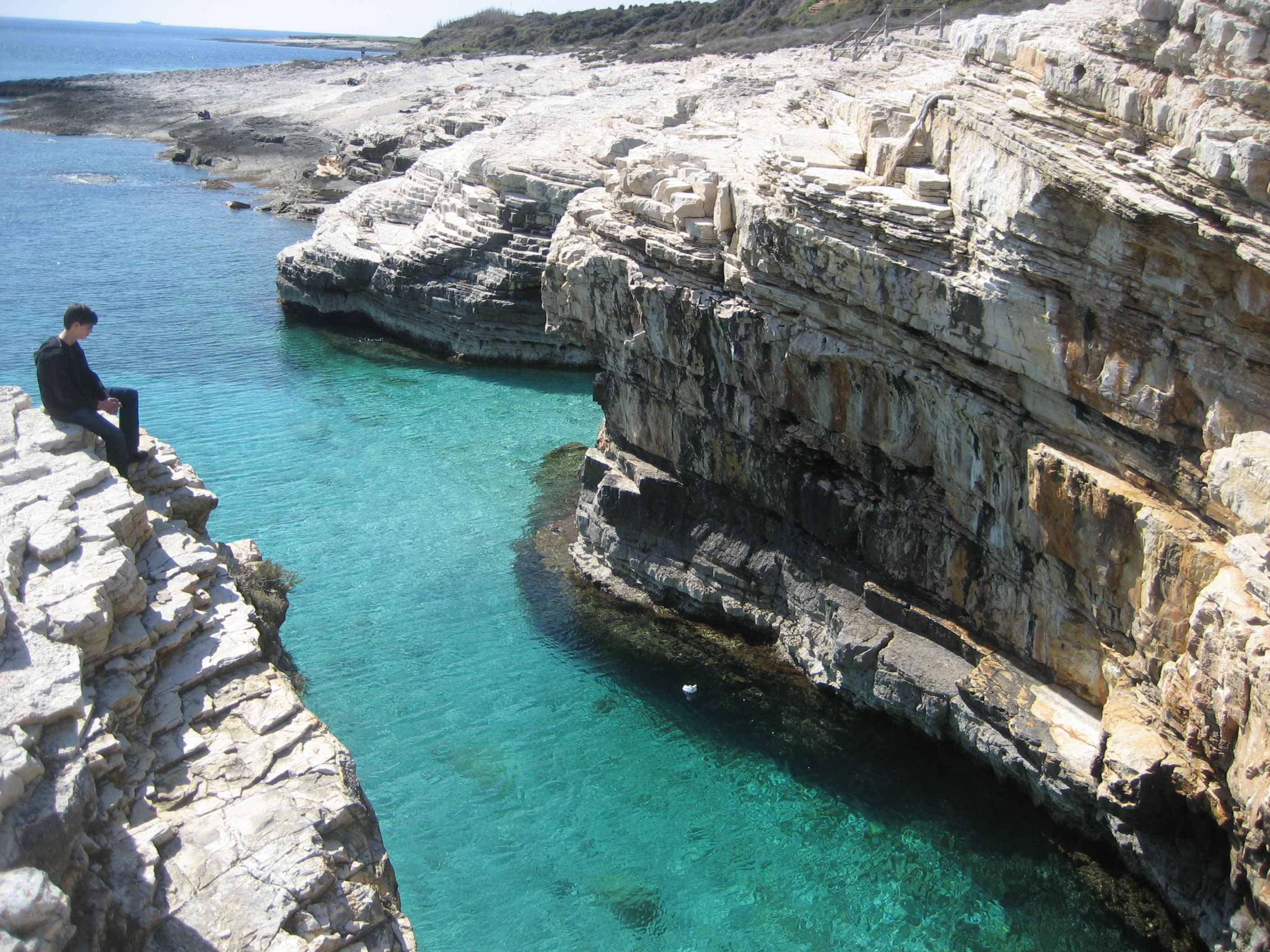
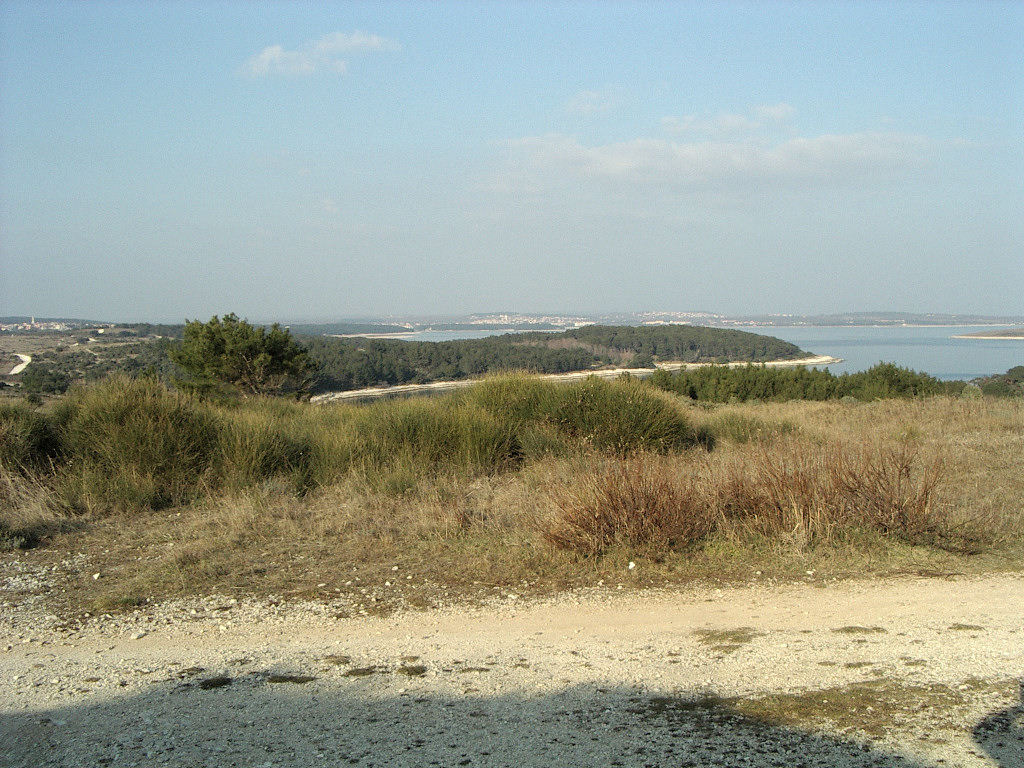
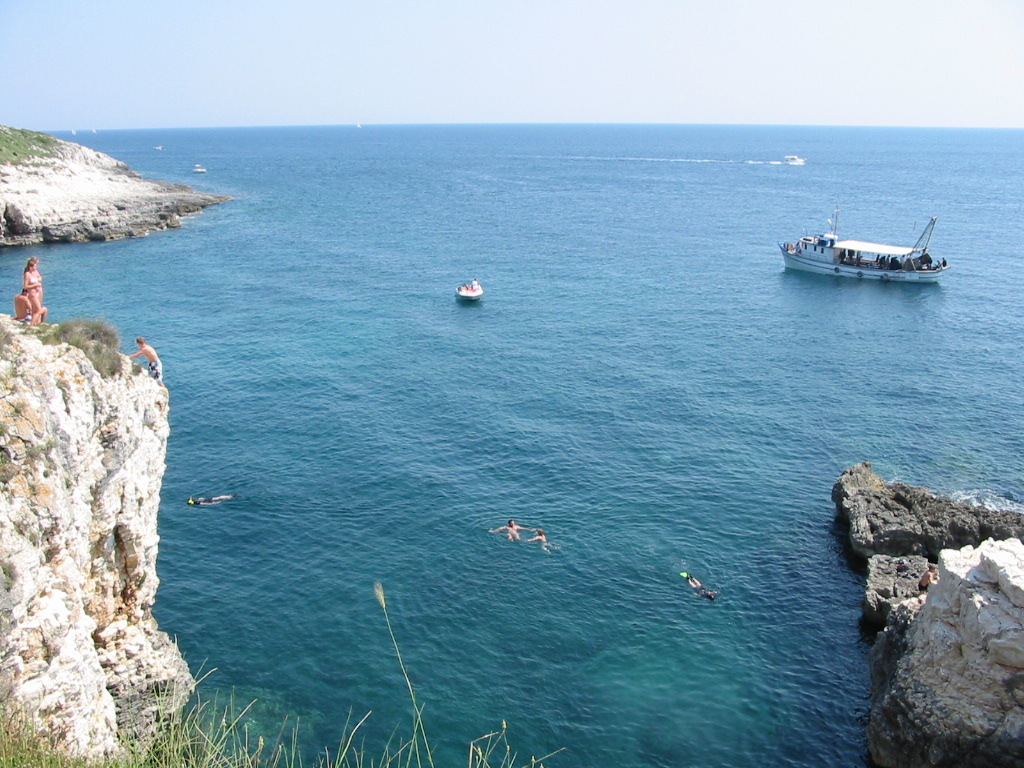